# 1473 Ounas
1473 Ounas este un asteroid din centura principală, descoperit pe 22 octombrie 1938, de Yrjö Väisälä.